# Anderson (fiume Territori del Nord-Ovest)
L'Anderson  è un fiume del Canada, lungo quasi 700 chilometri. Esso nasce da alcuni laghi a nordovest del Grande Lago degli Orsi, nei Territori del Nord-Ovest e scorre verso nordovest sfociando poi nel Mare di Beaufort.